# Баилети
Баилети (груз. ბაილეთი) — село в Грузии, на территории Озургетского муниципалитета края (мхаре) Гурия.

## География
Село находится в западной части Грузии, на левом берегу реки Супсы, на расстоянии приблизительно 4 километров (по прямой) к северу от города Озургети, административного центра муниципалитета. Абсолютная высота — 104 метра над уровнем моря.

## Население
По результатам официальной переписи населения 2014 года, в Баилети проживало 274 человека (137 мужчин и 137 женщин). В национальной структуре населения грузины составляли 100 %.
| Год  | Население, человек |
| ---- | ------------------ |
| 2002 | 626                |
| 2014 | ↘ 274              |